# Michael Sauer (Eishockeyspieler)
Michael Sauer (* 7. August 1987 in St. Cloud, Minnesota) ist ein ehemaliger US-amerikanischer Eishockeyspieler, der im Verlauf seiner aktiven Karriere unter anderem für die New York Rangers in der National Hockey League gespielt hat.

## Karriere
Michael Sauer begann seine Karriere als Eishockeyspieler in der kanadischen Juniorenliga Western Hockey League, in der er von 2004 bis 2007 für die Portland Winter Hawks und Medicine Hat Tigers aktiv war. Mit den Medicine Hat Tigers gewann er in der Saison 2006/07 den President’s Cup, den Meistertitel der WHL. Während seiner Juniorenzeit wurde der Verteidiger im NHL Entry Draft 2005 in der zweiten Runde als insgesamt 40. Spieler von den New York Rangers ausgewählt. Von 2007 bis 2010 spielte er überwiegend für deren Farmteam Hartford Wolf Pack in der American Hockey League, wobei er in der Saison 2008/09 parallel zu seinem Debüt in der National Hockey League für die New York Rangers kam. In drei Spielen blieb er dabei punkt- und straflos. In der Saison 2010/11 erarbeitete sich der US-Amerikaner einen Stammplatz bei den New York Rangers, für die er in insgesamt 81 NHL-Spielen 16 Scorerpunkte, davon drei Tore, erzielte.

## Erfolge und Auszeichnungen
- 2007 President’s-Cup-Gewinn mit den Medicine Hat Tigers

## Statistik
(Stand: Ende der Saison 2012/13)

## Familie
Michael Sauers Brüder Kent und Kurt waren ebenfalls professionelle Eishockeyspieler. Während Kent lediglich in diversen Minor Leagues aktiv war, stand Kurt in insgesamt 400 NHL-Spielen für die Mighty Ducks of Anaheim, Colorado Avalanche und Phoenix Coyotes auf dem Eis.